# Puebla de San Medel
Puebla de San Medel ist ein Ort und eine westspanische Gemeinde (municipio) mit 33 Einwohnern (Stand: 2024) in der Provinz Salamanca in der Autonomen Region Kastilien-León. Neben dem Hauptort Puebla de San Medel gehört auch die Ortschaft San Medel zur Gemeinde.

## Lage
Puebla de San Medel liegt etwa 59 Kilometer südlich von Salamanca und etwa 210 Kilometer westlich von Madrid in einer Höhe von ca. 975 m.

## Bevölkerungsentwicklung
| Jahr      | 1970 | 1981 | 1991 | 2001 | 2011 | 2021 |
| Einwohner | 159  | 105  | 78   | 64   | 42   | 37   |

Der deutliche Bevölkerungsrückgang seit den 1950er Jahren ist im Wesentlichen auf die Mechanisierung der Landwirtschaft sowie auf die Aufgabe von bäuerlichen Kleinbetrieben und den damit einhergehenden Verlust an Arbeitsplätzen zurückzuführen (Landflucht).

## Sehenswürdigkeiten
- Peterskirche (Iglesia de San Pedro Apóstol)

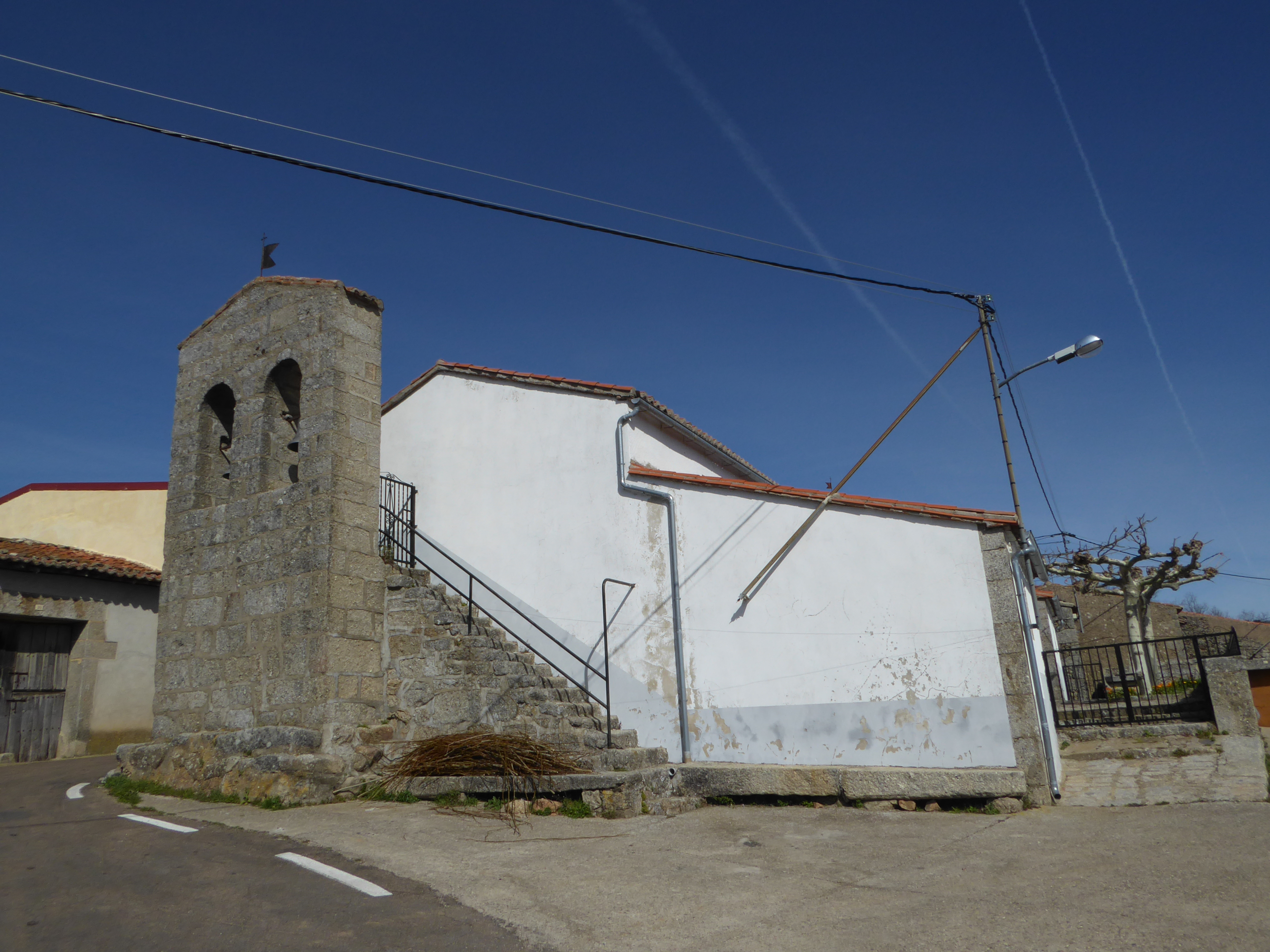
Peterskirche
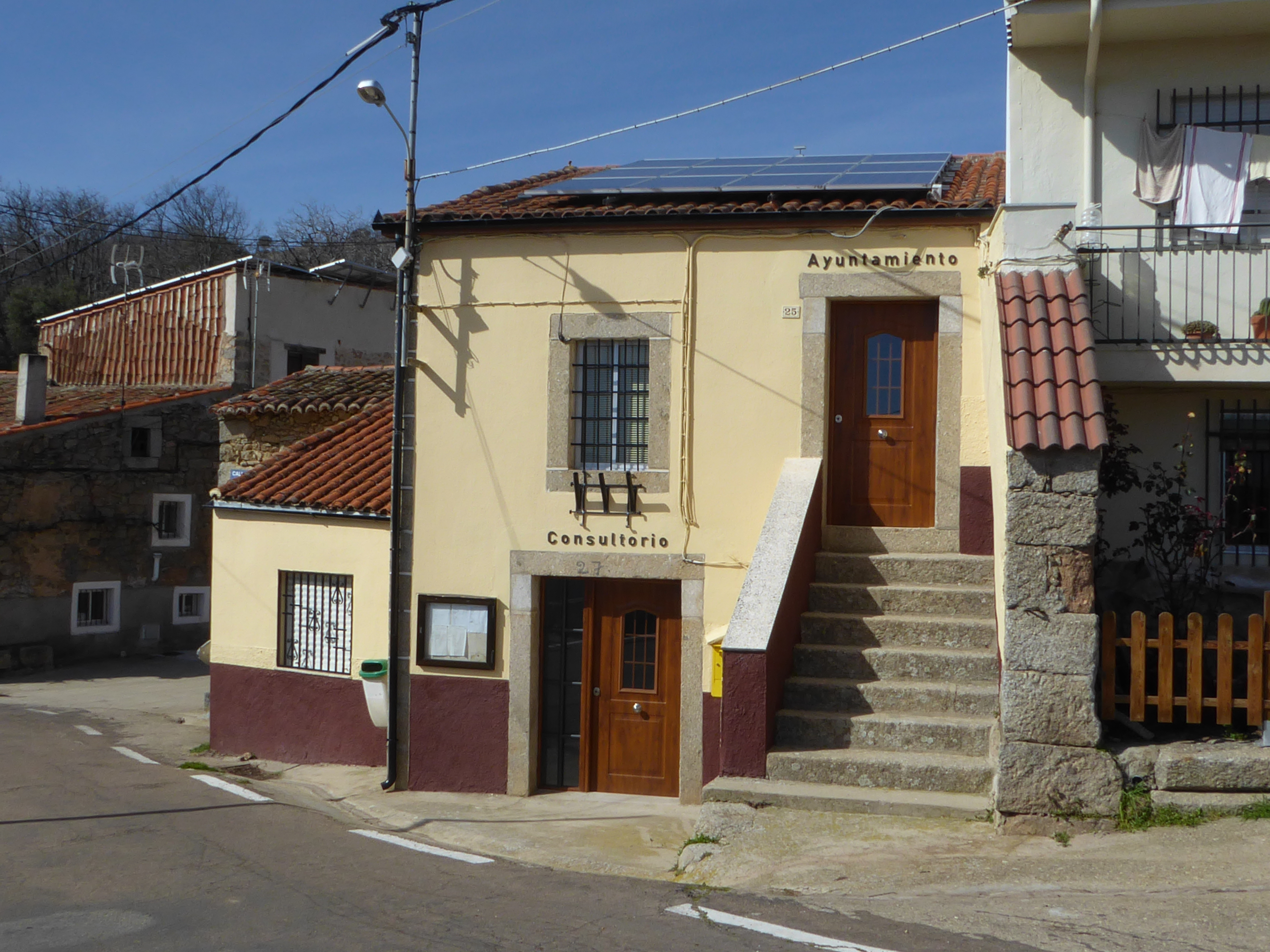
Rathaus